# Amerizaje

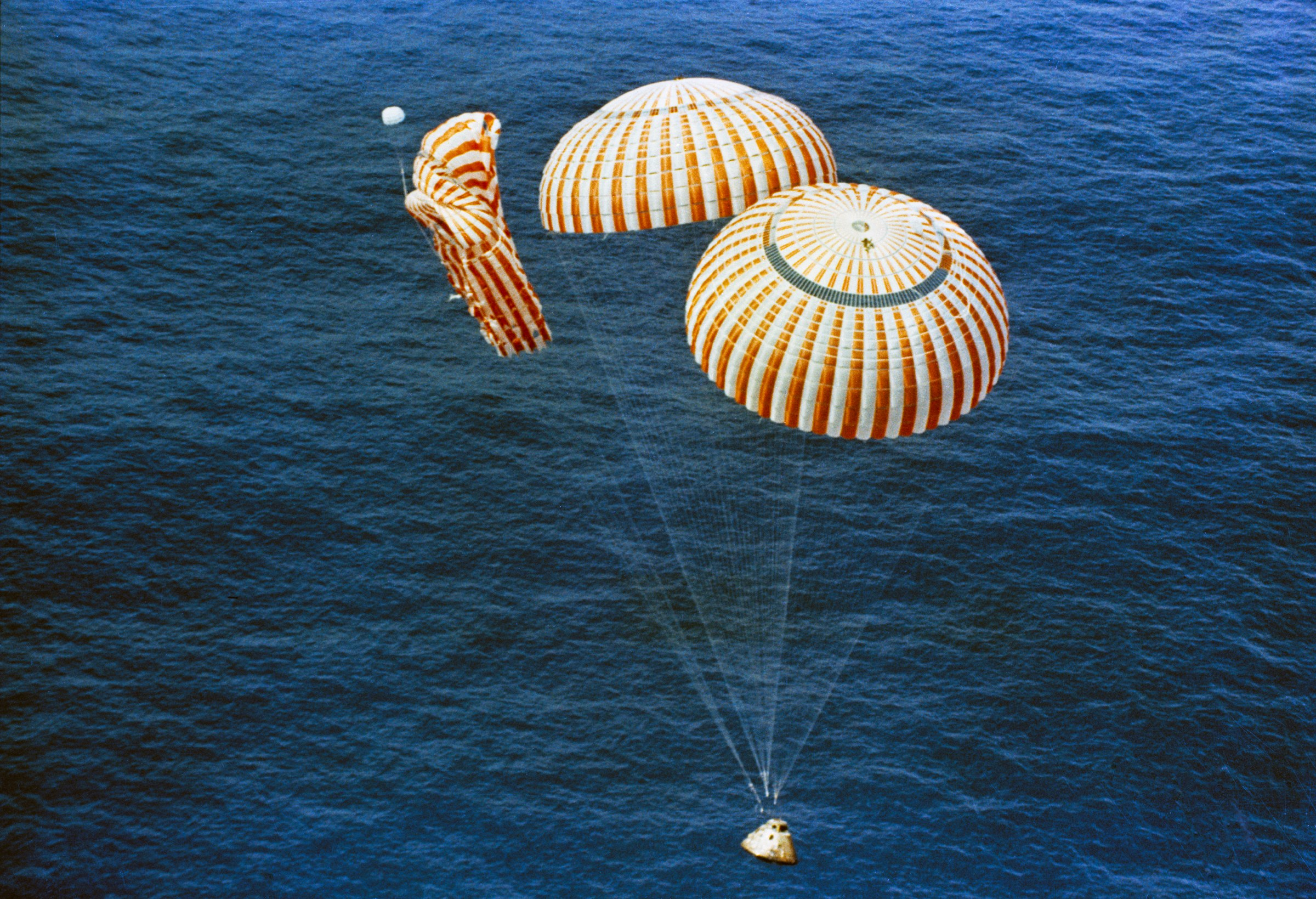
El Apolo 15 descendiendo con la ayuda de paracaídas, para realizar un amerizaje.

El amerizaje, también llamado amarizaje, amaraje o acuatizaje, es un concepto aeronáutico que define el proceso en el que una aeronave impacta de forma controlada o se posa en una superficie acuática de manera análoga a un aterrizaje en tierra. Un amerizaje se logra tras haber efectuado un descenso en la altitud del vuelo, haber reducido la velocidad de este, seguir un patrón de aproximación, de inclinación, de planeo y haber identificado el lugar exacto donde se habrá de ejercer el acuatizaje, ya sea en la superficie de un río, de un lago o en el mar. No debe confundirse con un accidente aéreo en una superficie acuática, a pesar de que un amerizaje no planeado podría conllevar a uno.
Por analogía, en el campo de la astronáutica también se califica como amerizaje al impacto controlado de un vehículo espacial sobre la superficie marina.

## Tipos de amarajes

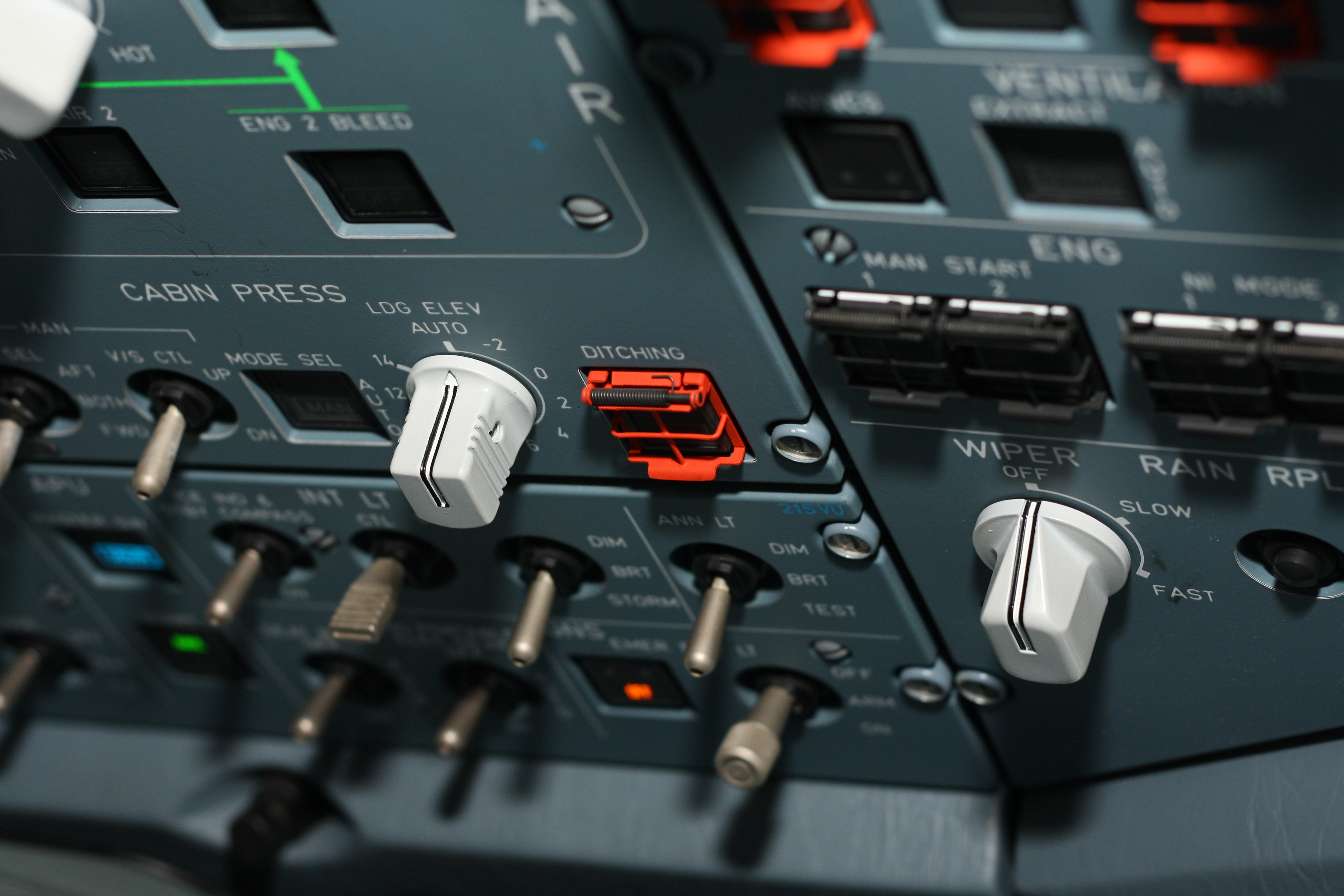
Botón para amerizaje (ditching) de emergencia en un Airbus A330.

Se pueden distinguir dos tipos de amarizajes, los planeados o controlados y los no planeados o de urgencia.

### Planeados o controlados
Los planeados o controlados son aquellos que se efectúan con todas las condiciones de seguridad y que se cumplen después de haber alcanzado el destino definido. Este tipo de amerizajes los realizan los hidroaviones, algunas cápsulas espaciales, y aviones y helicópteros dotados con elementos de flotación y barcos voladores.

#### Ejemplos de hidroaviones y aviones anfibios que puede realizar amarajes controlados
- Beriev Be-200
- Blohm & Voss BV 222
- Bombardier 415
- Canadair CL-215
- Consolidated PBY Catalina

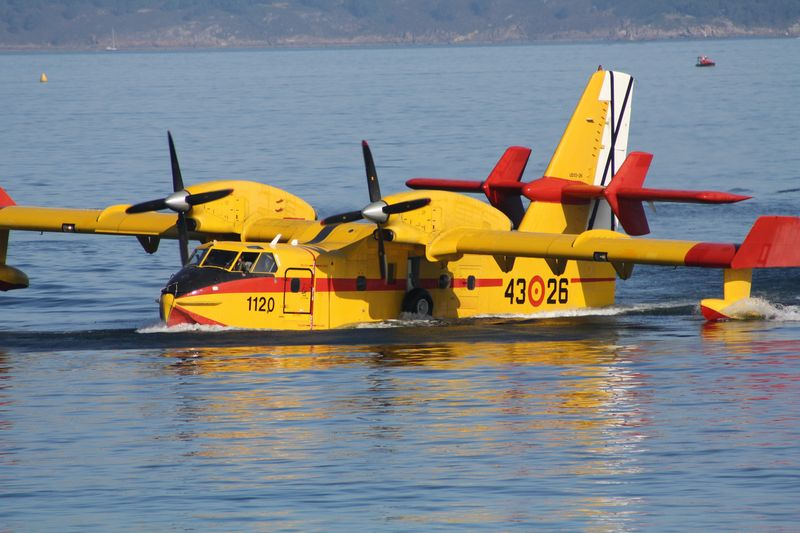
Canadair CL-215T del Ejército del Aire de España.

- de Havilland Canada DHC-6 Twin Otter
- Dornier Do J
- Dornier Do X
- Macchi M.C.72

#### Ejemplos de helicópteros que pueden realizar amarajes controlados

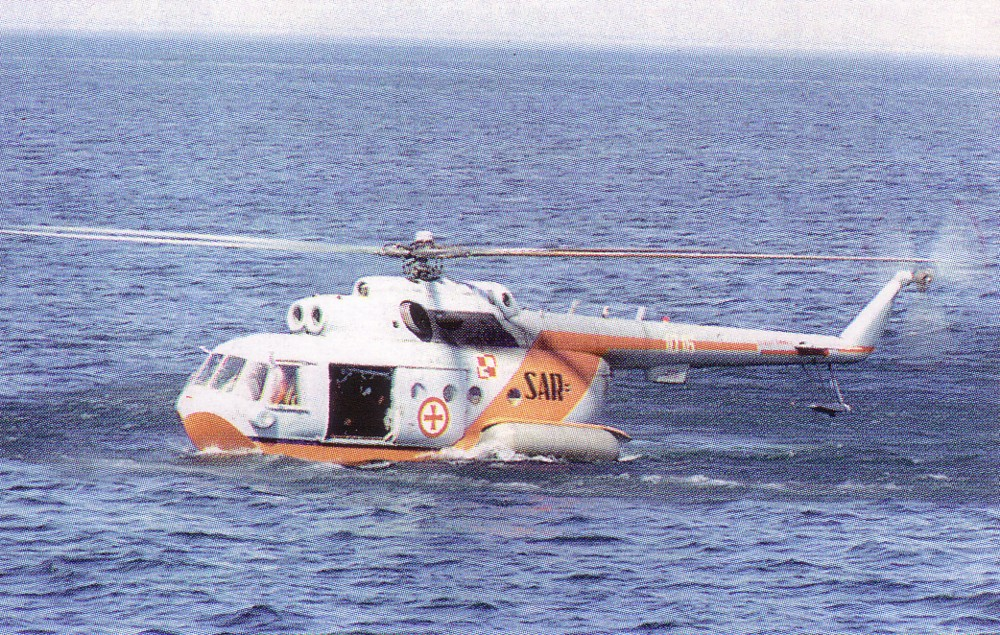
Mi-14PS SAR de la Armada Polaca.

- Mil Mi-14
- Sikorsky S-61N
- Sikorsky S-62

### No planeados o de urgencia
Los amerizajes no planeados o de emergencia son aquellos que se efectúan en condiciones críticas de seguridad, tras haberse detectado un problema importante en el avión o helicóptero, de forma inesperada durante el vuelo, en una situación que induzca a juzgar que no es seguro continuar en vuelo y que no existen alternativas viables para realizar un aterrizaje.

#### Ejemplos
Tan solo dos aviones comerciales de gran tamaño han logrado amarar con éxito en toda la historia. Fueron un Túpolev Tu-124 en 1963 y un Airbus A320 en 2009. En ambos casos, el agua estaba gélida por el frío. Ningún avión de gran tamaño ha logrado amerizar de forma satisfactoria en mar abierto.
Algunos casos significativos son:
- El 16 de octubre de 1956, un Boeing 377, de Pan Am (Vuelo 6) se posa sobre el mar al noreste de Hawái, después de haber perdido dos de sus cuatro motores. El avión amerizó cerca de un navío de los Guardacostas de Estados Unidos, logrando sobrevivir todos sus pasajeros.
- El 21 de agosto de 1963, un Túpolev Tu-124 acabó con el combustible que llevaba, y realizó un amerizaje sobre el río Nevá. Los 52 pasajeros y miembros de la tripulación lograron sobrevivir.
- El 16 de septiembre de 1966, un DC-3 de Iberia tuvo un problema con el motor 1 luego del despegue, cerca del aeropuerto de Los Rodeos, segundos después se encontraban a 2000 pies (609,6 m) y el aeropuerto se encontraba a 2073 pies (631,9 m), 73 pies (22,3 m) más, provocando que americe. Solo un pasajero murió, por paro cardiaco.
- El 22 de noviembre de 1968, un Douglas DC-8 de Japan Airlines (Vuelo 2 de Japan Air Lines) amarizó sobre la bahía de San Francisco. Todos los pasajeros y la tripulación salieron ilesos.
- El 2 de mayo de 1970, un Douglas DC-9 (Vuelo 980 de Antillean Airlines Flight) amarizó de emergencia en el Caribe. Murieron 23 personas.
- El 21 de octubre de 1981, un Curtiss C-46 Commando vuelo de la empresa Aeropesca, posteriormente renombrada (Intercontinental de Aviación), secuestrado por el grupo guerrillero M-19, acuatizó a propósito en el río Orteguaza. Los guerrilleros y la tripulación salieron ilesos.
- El 23 de noviembre de 1996, un Boeing 767 de Ethiopian Airlines (Vuelo 961), secuestrado por terroristas, se quedó sin combustible cerca de las Islas Comoras, los pilotos intentaron un amerizaje cerca de una playa, pero el avión se desintegra tras el impacto con el agua. 125 personas fallecieron y 50 sobrevivieron.
- El 15 de enero de 2009, un Airbus A320 de US Airways (Vuelo 1549) tuvo que realizar un acuatizaje sobre el río Hudson poco después del despegue debido a la parada de motores provocado por el impacto de aves. El piloto Chesley Sullenberger logró amarizar el Airbus, salvándose todos los pasajeros.

## Imágenes

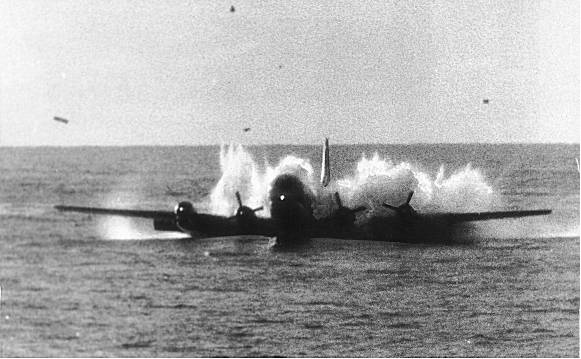
Boeing 377 del Vuelo 6 de Pan Am en el momento del acuatizaje de emergencia realizado el 16 de octubre de 1956.
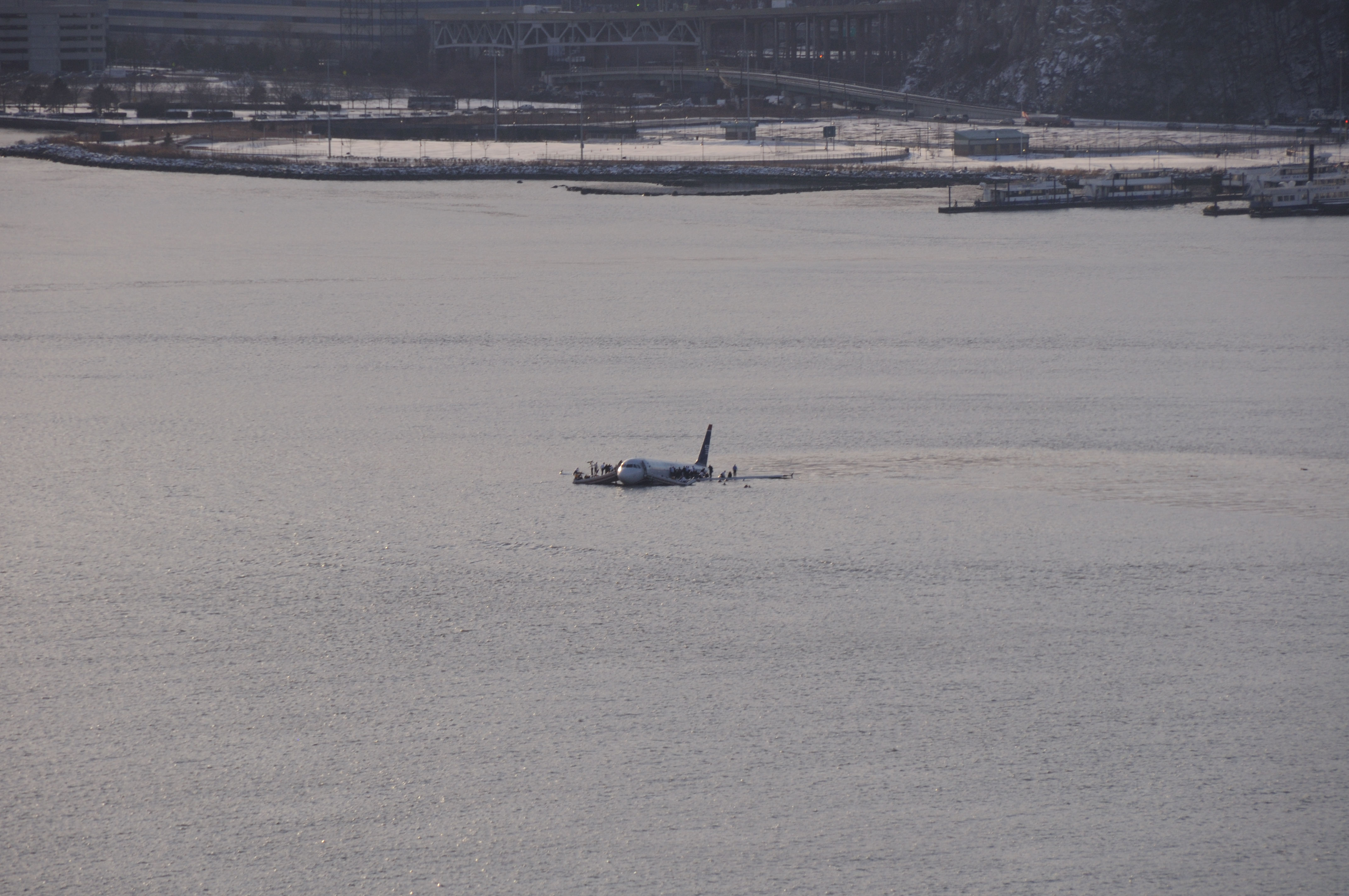
Amerizaje del vuelo 1549 de US Airways en el río Hudson.